# Марко д'Оджоно

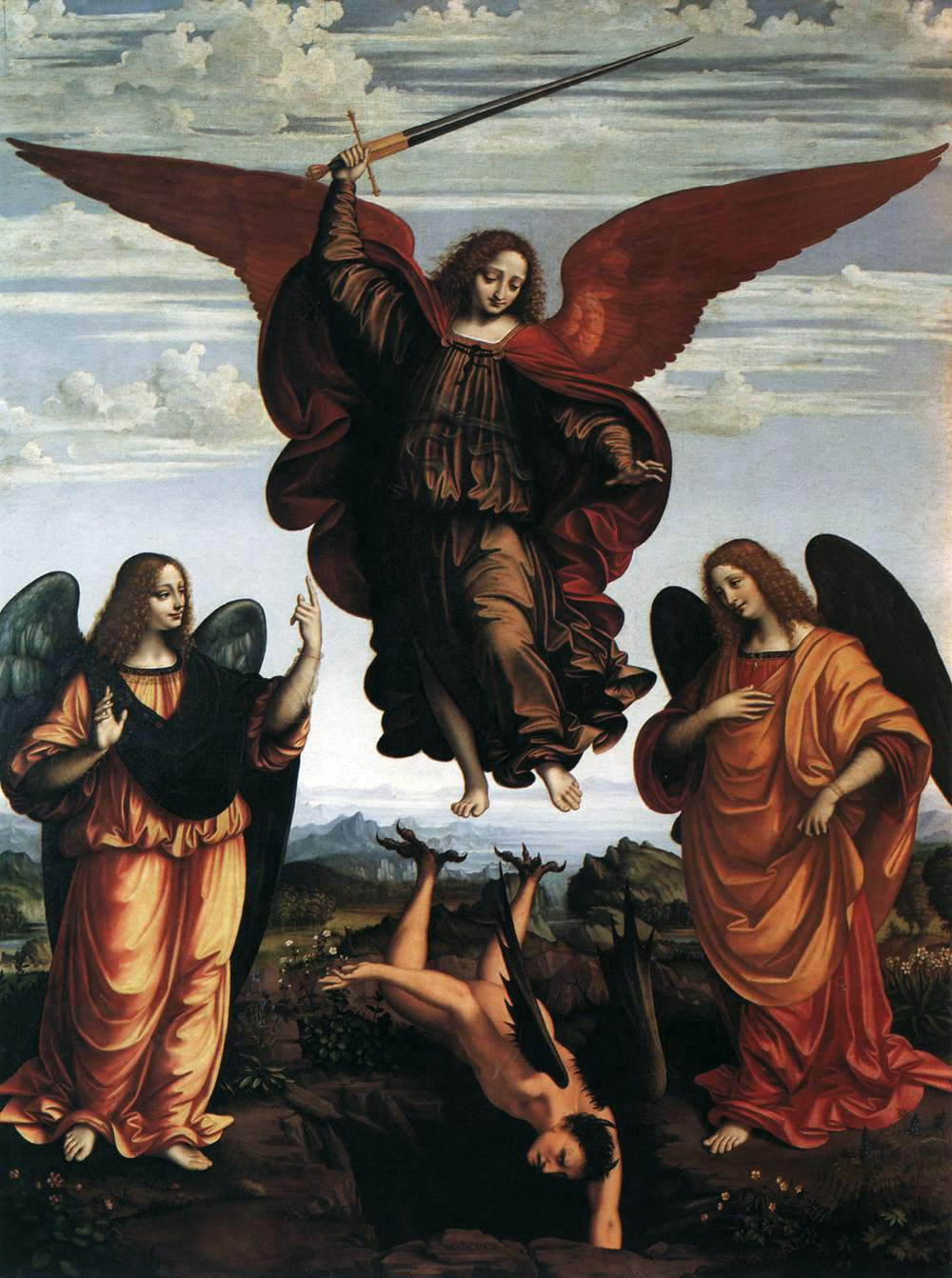
Три архангели. Картинна галерея Брера, Мілан

Марко д'Оджоно (італ. Marco D'Oggiono; близько 1470, Оджоно — не пізніше 1549, Мілан) — італійський художник епохи Високого Відродження ломбардської школи, леонардеск — учень Леонардо да Вінчі в Мілані.
Як і Леонардо, Марко не мав прізвища у сучасному сенсі; «д'Оджоно» — прізвисько по містечку, з якого він був родом, а роботи, що збереглися, підписані просто ім'ям Marcus.
Був плідним копіїстом робіт свого вчителя. Він, зокрема, залишив значну кількість копій «Тайної вечері», одна з яких знаходиться у збірці Королівської Академії мистецтв у Лондоні.
На початку XVI ст. Марко працював у Савоні над циклом фресок (тепер уже не існуючих). З його оригінальних робіт найбільш відомі фрески для міланської церкви Санта-Марія-делла-Паче. Датування їх невідомі, оскільки відомості про життя Марко д'Оджоно взагалі дуже мізерні. Дві з цих фресок знаходяться зараз у Міланському музеї Брера. Там же знаходиться значна станкова робота Марко д'Оджоно «Три архангели».